# Aorta ascendens
De aorta ascendens of stijgende aorta is het eerste deel van de aorta. Deze slagader begint bij de linkerkamer van het hart, ter hoogte van de onderkant van de derde rib, en loopt tot aan het begin van de aortaboog, ter hoogte van de bovenkant van de tweede rib. De totale lengte is ongeveer vijf centimeter. Uit de aorta ascendens ontspringen de kransslagaderen.